# أحمد براشاو
أحمد براشاو (بالإنجليزية: Ahmad Bradshaw)‏ هو لاعب كرة قدم أمريكية أمريكي، ولد في 19 مارس 1986 في بلوفيلد في الولايات المتحدة.

## وصلات خارجية
- أحمد براشاو على موقع مرجع كرة القدم المحترفة.كوم (الإنجليزية)